# Ihor Tenioukh
Ihor Ïossypovytch Tenioukh (en ukrainien : Ігор Йосипович Тенюх), né le 23 mai 1958 à Stryï, est un amiral ukrainien, membre du parti Svoboda (extrême-droite). Il est le commandant de la marine ukrainienne de 2006 à 2010, avant d'être démis par Viktor Ianoukovytch. Il est nommé ministre de la Défense du gouvernement Iatseniouk I, poste dont il démissionne le 25 mars 2014 après la crise de Crimée.